# 理查德·洛西克
理查德·洛西克（英語：Richard Losick，1943年—），美国分子生物学家，他的研究领域包括RNA聚合酶、σ因子、基因转录调控、细菌的发育，特别是考察枯草芽孢杆菌等革兰氏阳性菌的孢子形成。洛西克是哈佛大学玛丽亚·摩尔·卡博特生物学教授、和个人教育权基金会董事。他从普林斯顿大学拿到学士学位。

## 奖项和荣誉
2007年获赛尔曼·A·瓦克斯曼微生物学奖，2009年获盖尔德纳国际奖。